# Francis Fukuyama
Yoshihiro Francis Fukuyama, ameriški politolog, politični ekonomist in pisec, * 27. oktober 1952, Chicago, Združene države Amerike
Predvsem je znan po svoji knjigi Konec zgodovine in zadnji človek (The end of history and the last man, 1992), v kateri zagovarja liberalno demokracijo in kapitalizem zahoda kot življenjski slog konca socialno-kulturne evolucije, ki je hkrati zadnja oblika človeške družbene ureditve ter zgodovine. Fukuyama je tudi povezan z neokonzervativnim gibanjem, od katerega pa se čedalje bolj oddaljuje. 

## Življenje
Francis Fukuyama je bil rojen v Chicagu v Združenih državah Amerike. Odraščal je na Manhattnu, kot edinec ameriškega očeta japonskega rodu in japonske matere. Njegov oče Yoshio Fukuyama, potomec druge generacije japonskih priseljencev, je bil teolog z doktoratom iz sociologije in je poučeval na Univerzi v Chicagu. Njegova mati je bila hčerka ustanovitelja ekonomske fakultete Kyotske univerze. Diplomiral je iz filologije na Univerzi Cornell, kjer je študiral politično filozofijo pri profesorju Allanu Bloomu. Na začetku je študiral primerjalno književnost na Yaleu, nato pa zamenjal ta študij za politične znanosti na Harvardu. Promoviral je leta 1981 z disertacijo o možni intervenciji Sovjetske zveze na Bližnjem vzhodu. Trenutno živi v Kaliforniji in je poročen je z Lauro Holmgren, s katero ima hčerko Julio in dva sinova, Davida in Johna.

### Poklicna pot
Poklicno pot je začel na oddelku za politologijo v RAND korparaciji (1979-1980).  Nato je bil član ameriške delegacije za rešitev izraelsko-palestinskega vprašanja (1981/82). Kasneje (med leti 1983, 1989, 1995, 1996) je ponovno deloval v RAND korparaciji. Prav tako je sledil karieri svojih staršev, saj je predaval na Univerzi Georga Masona (1996-2000). V letih (med 2001 in 2004) je bil član predsedniškega odbora za bioetiko. Je ustanovitelj revije The American Interest.  

## Vpliv
Njegovo najbolj vplivno delo je Konec zgodovine, esej, ki ga je izdal leta 1989. Leta 1992 je razmišljanja iz eseja razširil in nastala je knjiga The End of History and the Last Man (1992). V njej omenja zahodni sistem liberalne demokracije in kapitalizma kot končno stopnjo razvoja v socialno kulturnem vidiku. To obdobje se po njegovem mnenju začenja s koncem hladne vojne in se nadaljuje do konca obstoja človeštva. Deležen je bil mnogih kritik, saj so mnogi menili, da je to le njegovih 15 minut slave, a so se zmotili. Največ nasprotnikov si je pridobil s tem, da v svojem delu postavlja direktno nasprotje postmodernizmu. Dokaz za to, da je liberalna demokracija končni sistem, podaja predvsem v tem, da se je edini izmed treh velikih ideologij 20 stol. obdržal, medtem ko sta fašizem in komunizem propadla. Njegovi pogledi so se drastično spremenili v času Busheve administracije, predvsem z njegovim napadom na Irak. Sam zatrjuje, da je vlada v tem času storila tri večje napake:
- napačno predvidevanje, kaj bo potrebno za mir v Iraku;
- negativen odnos do združenih narodov in svetovne javnosti ter
- pretiravanje v ocenitvi grožnje, ki jo radikalni islam predstavlja Ameriki.

## Dela
- The Soviet Union and the Third World (1987)
- The End of History and the Last Man (1992)
- Trust: The Social Virtues and the Creation of Prosperity (1995)
- The Great Disruption: Human Nature and the Reconstitution of Social Order (1999)
- Our Posthuman Future: Consequences of the Biotechnology Revolution (2002)
- State-Building: Governance and World Order in the 21st century (2004)
- America at the Crossroads: Democracy, Power, and the Neoconservative Legacy (2006)
- After the Neo Cons: Where the Right went Wrong (2006)
- Falling Behind: Explaining the Development Gap between Latin America and the United States, ed. (2008)
- The Origins of Political Order (2011)
- Political Order and Political Decay: From the Industrial Revolution to the Globalization of Democracy (2014)

### Prevodi v slovenščino
- Konec človeštva: posledice revolucije v biotehnologiji (2003),  Tržič: Učila International, 2006
- Konec zgodovine? v Nova revija : mesečnik za kulturo; Letn. 9, št.101/102 (1990), str.1275-1289
- Šibke države in mednarodna legitimnost v Nova revija : mesečnik za kulturo; Letn. 24, št. 282/283 (okt./nov. 2005), str. 193-210
- Trk islama z modernizacijo v Delo; Leto 43, št. 271 (24. nov. 2001), str. 5
- Trgovci s kloni v Delo; Leto 44, št. 124 (1. jun. 2002), Sobotna priloga.- str. 16-17